# Alessio Sartori
Alessio Sartori (født 13. november 1976 i Terracina) er en italiensk roer og femdobbelt olympisk deltager.
Allerede som junior opnåede Sartori flotte resultater, da han i 1993 og 1994 blev henholdsvis nummer to og ét ved junior-VM i singlesculler. Fra 1994 var han med ved senior-VM, og allerede første gang var han med i dobbeltfireren, der vandt guld, en præstation de gentog året efter. Han var første gang med til OL i 1996, hvor han var igen var med i dobbeltfireren, der blev nummer fire. Ved VM i 1997 vandt han bronze i singlesculleren, og året efter var han tilbage i dobbeltfireren, der vandt endnu en guldmedalje.
Den italienske dobbeltfirer var derfor blandt favoritterne ved OL 2000 i Sydney, hvor besætningen foruden Sartori bestod af Agostino Abbagnale, Rossano Galtarossa og Simone Raineri. De vandt deres indledende heat og semifinale i de klart bedste tider, og i finalen vandt de guld med et forspring på mere end to sekunder til Holland, der igen var under et sekund foran tyskerne på tredjepladsen.
Ved VM i 2003 vandt han sammen med Galtarossa VM-sølv i dobbeltsculler, og sammen stillede de også op i denne bådtype ved OL 2004 i Athen. De var bedst af alle i både indledende heat og semifinalerne og satte olympisk rekord i semifinalen, men i finalen kunne de ikke leve op til løfterne fra tidligere i konkurrencen og endte på en tredjeplads, mens franskmændene Sébastien Vieilledent og Adrien Hardy vandt guld foran slovenerne Luka Špik og Iztok Čop.
Ved VM i 2006 var han med til at vinde sølv i otteren, og ved VM i 2007 samme medalje i firer uden styrmand. Ved OL 2008 i Beijing roede han firer uden styrmand, hvor italienerne endte som nummer elleve.
Ved det, der skulle blive hans sidste OL, stillede Sartori op i dobbeltsculler sammen med Romano Battisti ved OL 2012 i London. De blev nummer to i indledende heat og nummer tre i semifinalen, mens de en stor del af finalen førte løbet, indtil newzealænderne Nathan Cohen og Joseph Sullivan satte en sprint ind til sidst og vandt med over et sekund foran Sartori og Battisti, mens slovenerne Špik og Čop vandt bronze.
Sartori indstillede sin internationale karriere, efter at det mislykkedes ham sammen med de øvrige roere i den italienske  dobbeltfirer at kvalificere sig til OL 2016 i Rio de Janeiro.
Sartori er fætter til Matteo Lodo, der også er olympisk medaljevinder i roning.

## OL-medaljer
- 2000:  Guld i dobbeltfirer
- 2012:  Sølv i dobbeltsculler
- 2004:  Bronze i dobbeltsculler